# Fylkesväg 98
Fylkesväg 98 (norska: Fylkesvei 98) är en primär fylkesväg i Finnmark fylke i norra Norge som går mellan tätorten Lakselv i Porsangers kommun och tätorten Tana bru i Tana kommun. Den passerar genom kommunerna Porsanger, Lebesby, Gamvik och Tana.
Vägen är 210,6 kilometer lång och asfalterad. Den passerar bland annat genom byarna Børselv, Kunes, Ifjord, Vestertana och Rustefjelbma.

## Anslutningar
Fylkesväg 98 ansluter till:
- Europaväg 6 (vid Lakselv)
- Fylkesväg 888 (vid Ifjord)
- Europaväg 6 (vid Tana bru)

## Bilder

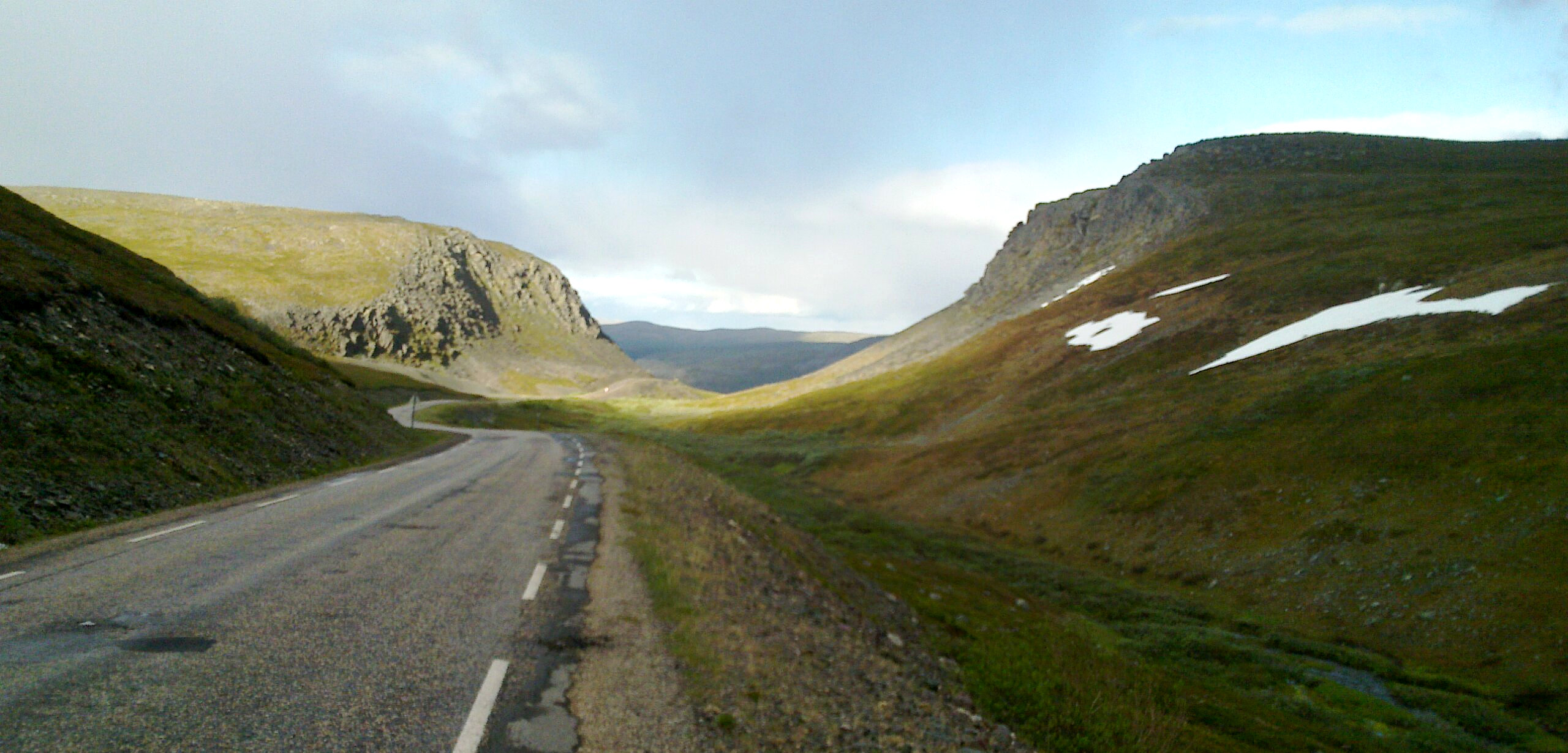
Fylkesväg 98 vid passagen över Ifjordfjellet.
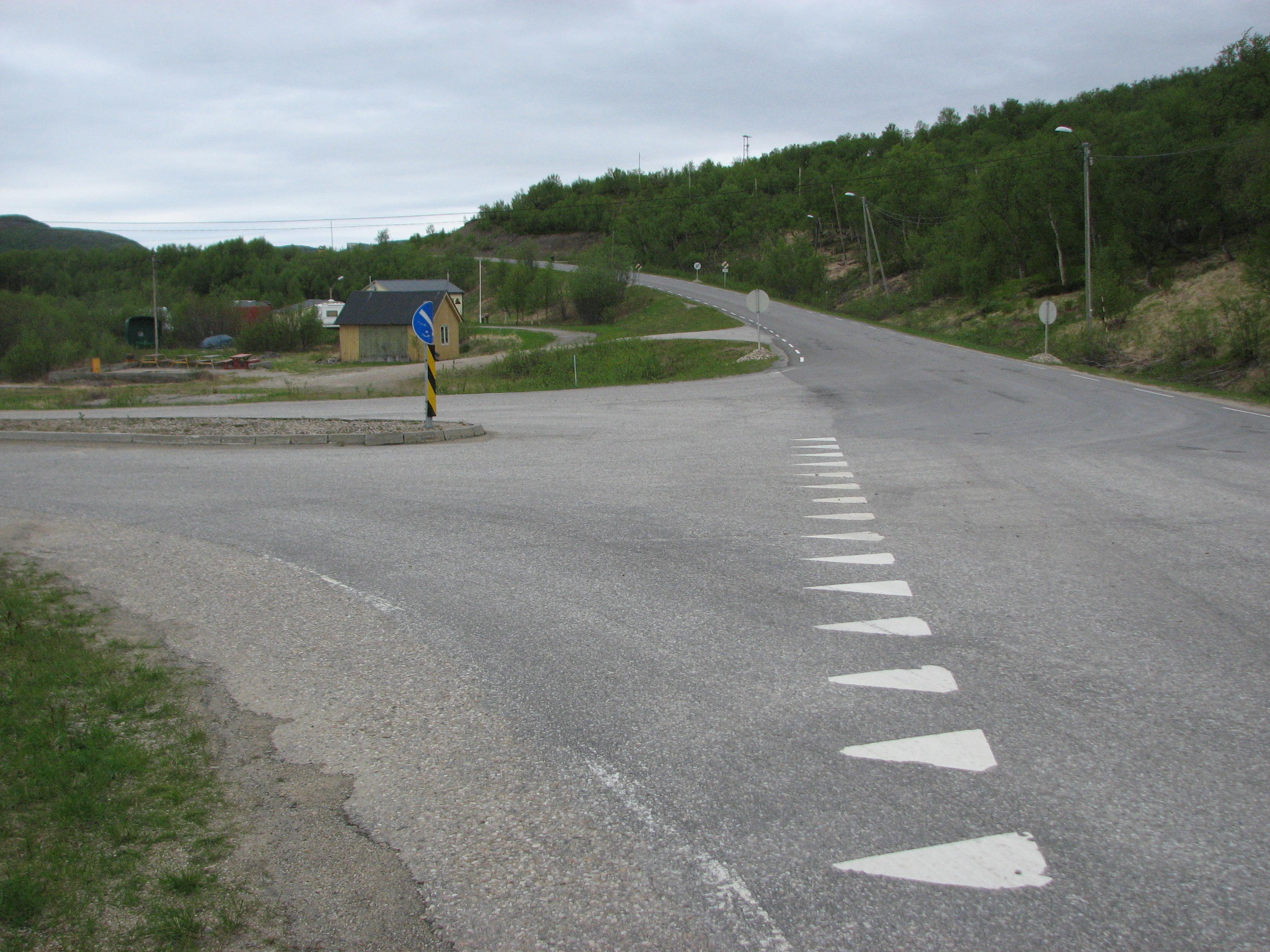
Vägskälet i Ifjord där fylkesväg 888 ansluter.
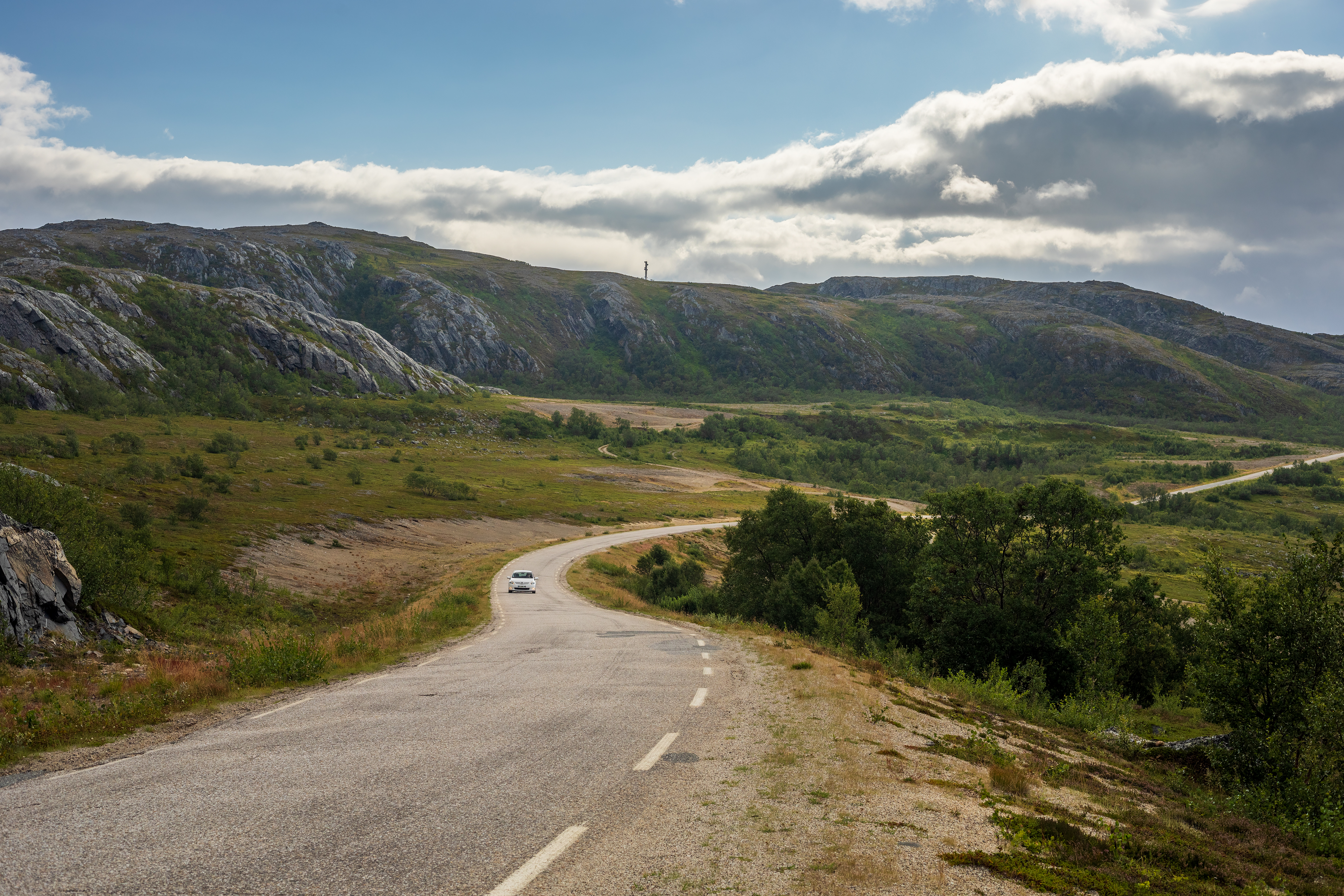
Fylkesväg 98 vid Tårnvika i Lebesby kommun.